# Colymbetes minimus
Colymbetes minimus är en skalbaggsart som beskrevs av Zaitzev 1908. Colymbetes minimus ingår i släktet Colymbetes och familjen dykare. Inga underarter finns listade i Catalogue of Life.